# Głosy zapomnienia
Głosy zapomnienia (tytuł oryginalny: Tingujt e harresës) – albański film fabularny z roku 1996 w reżyserii Leonarda Bombaja i Alfreda Trebicki. Leonard Bombaj był także autorem scenariusza.

## Opis fabuły
Współczesna opowieść o trudnej miłości sprzedawcy płyt i żony niewidomego turysty rozgrywająca się w scenerii Wlory. W głównej roli kobiecej wystąpiła debiutująca na dużym ekranie Esmeralda Blaceri. W filmie wystąpił po raz ostatni Ilia Shyti.

## Obsada
- Leonard Bombaj jako sprzedawca płyt
- Esmeralda Blaceri
- Alfred Trebicka
- Kadri Roshi
- Andon Qesari
- Ilia Shyti
- Alert Çeloaliaj
- Taulanta Dushku
- Einar Nelku
- Violeta Kraja
- Stefan Prifti
- Jonida Jakupi
- Kastriot Ahmeti
- Veton Ibrahimi
- Zhani Papamihali
- Olsi Memishi
- Natalie Noçka
- Klotilda Çela